# Banja (Blagoëvgrad)
Banja (Bulgaars: Баня) is een dorp in het zuidwesten van Bulgarije. Het dorp is gelegen in de gemeente Razlog, oblast Blagoëvgrad. Het dorp ligt hemelsbreed 38 kilometer ten zuidoosten van Blagoëvgrad en 92 kilometer ten zuiden van Sofia.

## Bevolking
Op 31 december 2020 telde het dorp Banja 2.683 inwoners, een lichte daling ten opzichte van het maximale aantal van 2.857 personen in 2011.
|  |

In het dorp wonen voornamelijk etnische Bulgaren. In de optionele volkstelling van 2011 identificeerden 2.459 van de 2.778 ondervraagden zichzelf als etnische Bulgaren, oftewel 88,5%. Het overige deel van de bevolking bestond vooral uit etnische Roma. 
| Etnische samenstelling van de respondenten (2011) | Etnische samenstelling van de respondenten (2011) | Etnische samenstelling van de respondenten (2011) | Etnische samenstelling van de respondenten (2011) | Etnische samenstelling van de respondenten (2011) |
| ------------------------------------------------- | ------------------------------------------------- | ------------------------------------------------- | ------------------------------------------------- | ------------------------------------------------- |
|                                                   |                                                   |                                                   |                                                   |                                                   |
| Bulgaren                                          | Bulgaren                                          |                                                   | 88,5%                                             | 88,5%                                             |
| Turken                                            | Turken                                            |                                                   | 0,5%                                              | 0,5%                                              |
| Roma                                              | Roma                                              |                                                   | 10,2%                                             | 10,2%                                             |
| Anders/Onbekend                                   | Anders/Onbekend                                   |                                                   | 0,8%                                              | 0,8%                                              |